# Partido Comunista da Bélgica (1989)
O Partido Comunista da Bélgica (Francês: Parti Comunista de Belgique, ou PCB ;Neerlandês: Komunistasche Partij van België) é um partido comunista na Bélgica. Foi fundado na Valónia em 1989 como o Partido Comunista da Valónia depois que o Partido Comunista da Bélgica foi bifurcado ao longo de linhas linguísticas e refundado como PCB após a extinção de seu homólogo em Flandres. Pierre Beauvois foi o secretário-geral do partido até 2006.
PC publica Le Drapeau Rouge e Mouvements . Fez parte do Partido da Esquerda Europeia até julho de 2018.